# Даян, Арье
Арье «Биро» Даян (4 декабря 1927, Арад, Румыния — 15 апреля 2006, Израиль) — израильский военачальник, партизан, участник Второй мировой войны.

## Биография
Родился в румынском городе Арад, в 1940 году перешедшем под власть Венгрии. В 1944 году, после немецкой оккупации Венгрии, семью Даян депортировали в Освенцим. В концлагере ему удалось выжить, после освобождения он воевал в партизанском отряде. Личный номер 10865а, рабочая команда. В январе 1945-го Биро заболел воспалением лёгких. Врач накрыл его простынёй и прицепил записку «умер от тифа», тем самым спас от «марша смерти».
После войны репатриировался в Израиль и вступил в боевую организацию Пальмах. В 1947-м проходил курс морских офицеров в Пальяме, сопровождал конвои в Иерусалим, был ранен в бою за Катамон. В 1954 году служил в элитном подразделении-101 под командованием Ариэля Шарона. Участвовал в операциях возмездия, во время Синайской кампании его бригаду десантировали в тыл врага. В 1957-м перешёл в танковые войска. В ходе Шестидневной войны был командующим батальона. Биро получил тяжёлые ранения, однако, перевязав себя, продолжил вести своих бойцов вперед. Только по окончании боя он позволил доставить себя в госпиталь. Залечив раны, военный снова вернулся на службу. Войну Судного дня Биро прошёл уже в чине полковника парашютно-десантных войск. В битве к югу от Суэцкого залива он снова получил тяжёлое ранение. Так же как и в первый раз, он вернулся в ЦАХАЛ сразу после выздоровления. В 1985 году в звании бригадного генерала покинул ряды армии. Похоронен в Герцлии.

## Семья
Женат, жена родила четырёх дочерей. Построил для них дом в Герцлии.